# Lycaste puntarenasensis
Lycaste puntarenasensis là một loài thực vật có hoa trong họ Lan. Loài này được (Fowlie) Oakeley mô tả khoa học đầu tiên năm 2007.